# Adam Peaty
Adam Peaty (n. 28 decembrie 1994, Uttoxeter, Anglia, Regatul Unit) este un înotător britanic, medaliat olimpic. A participat la 2 ediții ale Jocurilor Olimpice (2016, 2020) în care a câștigat 3 medalii de aur.